# Бактрийская равнина
Бактри́йская равни́на — предгорная равнина на севере Афганистана в пределах юго-восточной оконечности Туранской эпигерцинской платформы и в южной части Афгано-Таджикской впадины в пределах которой лежит песчано-глинистая пустыня, являющаяся продолжением Каракумов.

## География
В пределах Бактрийской равнины и северных предгорий гор Гиндукуш и Паропамиз, в основном состоит из осадочных и вулканогенно-осадочных комплексов мезо-кайнозойского платформенного чехла. Поверхность Бактрийской равнины на юге, в предгорьях гор Гиндукуша и Паропамиза, сложена лёссовыми отложениями и расчленена многочисленными реками, а на севере ограничена рекой Амударья. Средняя высота над уровнем моря колеблется в пределах трёхсот метров. Южная часть Бактрийской равнины представляет собой наклонную пролювиальную равнину шириной до 25 км, образовавшуюся в результате слияния дельт горных рек и потоков. Северная часть Бактрийской равнины имеет плоский рельеф и занята преимущественно низкими речными террасами рек Пянджи и Амударьи. Протяжённость Бактрийской равнины порядка 400 км, ширина до 140 км. Равнина полого снижается с юга на север от 500 до 250 м. Преобладают ландшафты песчаных и глинистых пустынь. Вдоль рек произрастают тугайные леса, в оазисах развито поливное земледелие: сады, виноградники, посевы хлопчатника, риса, пшеницы, сахарной свёклы и другие сельскохозяйственные культуры.

## Достопримечательности
На территории равнины недалеко от Шибаргана в 1978 г совместной советско-афганской археологической экспедицией были найдены остатки зороастрийского храма и знаменитый Бактрийский Клад.